# Băieți buni, băieți răi (film din 1985)
Băieți buni, băieți răi (în italiană Miami Supercops - I poliziotti dell'ottava strada, în engleză Miami Supercops) este un film de comedie italo-american din anul 1985, regizat de Bruno Corbucci. Acest film prezintă prinderea de către doi super-agenți ai FBI a unui infractor care jefuise 20 milioane de dolari de la o bancă din Detroit cu șapte ani în urmă. Rolurile principale sunt interpretate de Bud Spencer și Terence Hill.

## Rezumat
Doug Bennet (Terence Hill) și Steve Forrest (Bud Spencer), unul frumos și altul voinic, sunt doi buni prieteni: primul lucrează încă pentru FBI, al doilea a părăsit agenția dezgustat de lentoarea birocrației care, potrivit lui, leagă mâinile justiției. 
Dar există un caz care necesită colaborarea celor doi agenți: un fost condamnat, Garret, iese din închisoare în 1985 pentru a merge la Miami. El, împreună cu alți doi complici, săvârșiseră în 1978 un jaf de 20 milioane de dolari la o bancă din Detroit. Unul dintre cei trei (Garret) fusese prins de Doug și Steve, al doilea a fost găsit mort și al treilea a dispărut împreună cu banii. Numele celor doi complici nu au fost aflate, iar banii nu au fost recuperați niciodată. Garret trebuie să fie urmărit pentru a se afla unde sunt banii și cine sunt ceilalți doi complici. Cei doi agenți ai FBI sunt solicitați pentru a prelua cazul și a-l închide definitiv. Dar, Steve nu vrea să revină în poliție, iar Garret este împușcat mortal, ceea ce face lucrurile și mai dificile. 
Printr-un truc inteligent Doug îl convinge pe Steve să participe la redeschiderea anchetei. Plecând pe urmele omului ucis, Doug Bennet și Steve Forest sunt încadrați ca agenți de poliție la Miami pentru a nu atrage atenția. Cei doi prieteni descoperă un complot întreg, ajutat de două fete fermecătoare, Irene și Annabelle, un indian prieten cu Garrett și fostul lor șef Tanney pe cale de a se pensiona. 
Garret, înainte de a muri, a lăsat o dovadă de netăgăduit a vinovăției lui Robert Delmann (om de afaceri bogat și respectat în Miami), care este nimeni altul decât Ralph Duran (unul dintre complicii săi care își făcuse o operație estetică). Delmann nu a ezitat să-l omoare pe chirurgul plastic care l-a operat și pe fostul său complice Garret și încearcă să-i ucidă și pe Doug și Steve. Totul se termină cu bine pentru cei doi super-agenți și pentru șeful lor, care primește, datorită lor, multe laude. 
Filmul a rămas celebru prin replica ajutorului indian al celor doi protagoniști: "Toți banii din lume nu valorează cât un prieten adevărat." 

## Distribuție
- Terence Hill - Doug Bennett / agentul Jay Donell
- Bud Spencer - Steve Forest / agentul L.A. Ray
- C.B. Seay - căpitanul Tanney
- William Jim - Charro
- Ken Ceresne - Robert Delman / Ralph Duran
- Jackie Castellano - Irene
- C.V. Wood Jr. - barman
- Richard Liberty - Joe Garret
- Rhonda S. Lundstead - Annabelle
- Buffy Dee - Pancho
- Harold Bergman - șeful Reisner
- Michael Warren
- José Chitwood Jr.
- Luke Halpin - șeful bandei de hoți din autobuz
- Randy Warren

## Despre film
Acest film, deși nu este ultimul realizat împreună de Bud Spencer și Terence Hill, reprezintă totuși sfârșitul unui ciclu. 
De fapt, următorul film, Botte di Natale, a fost lansat în 1994, cu nouă ani mai târziu, dar acest film, regizat de Terence Hill, nu va avea nici pe departe succesul celor 16 filme anterioare realizate de cei doi actori. După multe succese obținute la public de către filmele anterioare, acesta poate fi interpretat ca ultimul film de succes relizat de cei doi actori împreună. 